# Барулин, Александр Николаевич
Алекса́ндр Никола́евич Бару́лин (17 ноября 1944 — 24 июля 2021, Москва) — советский и российский лингвист, семиотик, организатор и первый декан Факультета теоретической и прикладной лингвистики Российского государственного гуманитарного университета, кандидат филологических наук (1985), доцент (1993).

## Биография
С 1956 по 1963 учился в Санкт-Петербургском Нахимовском военно-морском училище, после этого один год отучился в Высшем военно-морском инженерном училище в г. Пушкине, Ленинградской области.
В 1965 поступил на филологический факультет МГУ им. М. В. Ломоносова, на отделение структурной и прикладной лингвистики (ОСиПЛ). Окончил факультет в 1971 и был оставлен для работы на кафедре.
С 1972 по 1975 учился в аспирантуре Института востоковедения АН СССР. Барулин написал три диссертации на соискание учёной степени кандидата филологических наук:
1. «Проблемы семантики местоимений в языках разных систем» (1975).
2. «Теоретические проблемы лингвистики» (1980);
3. «Теоретические проблемы описания турецкой именной словоформы» (1984).

Первую не приняли к защите из-за ссылок на его учителя И. А. Мельчука, в те времена персону нон грата. Вторая была принята в виде книги издательством «Наука. Главная редакция восточной литературы», но впоследствии изъята (после редактирования) по тем же причинам. Наконец третью А. Н. Барулин защитил в январе 1985.
С января 1976 работал в Институте востоковедения в должности сначала младшего научного сотрудника, а затем научного сотрудника до мая 1988, когда стал заведующим кафедрой русского языка и прикладной лингвистики в Московском государственном историко-архивном институте, преобразованном в 1991 в Российский государственный гуманитарный университет (РГГУ). Как пишет  А. Е. Кибрик, до прихода Барулина то была кафедра русского языка. Назначение нового руководителя изменило не только научный профиль кафедры, но и дало начало новому факультету.
В 1991 же совместно с В. К. Финном и Д. Г. Лахути организовал факультет информатики, и в этом же году организовал на этом факультете Отделение теоретической и прикладной лингвистики, заведующим которого и был назначен. А уже в 1992 по его проекту был организован факультет теоретической и прикладной лингвистики, и он стал деканом этого факультета, а также заведующим кафедрой теоретической и прикладной лингвистики.
В ноябре 1999 по обвинению ректора РГГУ проф. Ю. Н. Афанасьева и проректора РГГУ проф. Н. И. Басовской в развале методической работы на факультете на заседании Учёным Советом этого университета почти единогласно был снят с должности декана. Впоследствии факультет был преобразован в Институт лингвистики РГГУ.
С 2000 по 2004 занимал должность доцента кафедры общего языкознания филологического факультета МГУ, с сентября 2004 — сотрудник ООО «Аби Продакшн».
В 2002 г. опубликовал важную монографию по семиотике.
Скончался 24 июля 2021 года.

## Экспедиции
Уже за время обучения в университете А. Н. Барулин ездил в экспедиции по описанию бесписьменных языков СССР под руководством А. Е. Кибрика: лакского (1967), шугнанского (1969), хиналугского (1970), алюторского (1971, 1972, 1978). В 1974 ездил с теми же экспедициями к агульцам и лезгинцам на Кавказ.
В 1978 году А. Н. Барулина в организации экспедиции на о. Сахалин поддержал директор Института востоковедения АН СССР акад. Е. М. Примаков. В экспедиции участвовали также В. М. Алпатов, И. И. Пейрос и С. А. Старостин. Цель этой экспедиции была найти носителей айнского языка. Однако поиски были безрезультатны. Поэтому учёные решили сосредоточиться на составлении стословного списка Сводеша по шмидтовскому диалекту нивхского языка, а также сравнительного стословного списка по корейским диалектам о. Сахалин.
В 1984 году А. Н. Барулин участвовал в сборе материала по языку бру во Вьетнаме. В 1990 году при поддержке ректора Историко-архивного института проф. Ю. Н. Афанасьева организовал научную экспедицию по изучению корвальского говора вепсского языка. В 1994 году возглавил экспедицию по изучению кетского языка. В 1996 году организовал экспедицию по изучению крымскотатарского языка на Тамани.

## Вклад в науку и российское образование
Говоря о вопросах происхождения языка  как о междисциплинарной проблеме, выделяют гипотезу Барулина. Учёный  «рассматривает возникновение человеческого языка в рамках эволюционной теории как закономерный продукт совместной эволюции человеческого организма, социальной структуры человеческого сообщества и семиотических систем, которые их обслуживают».. При сравнении его  подхода со взглядами М. Сводеша и  Б. Комри отмечается, что Барулин отдаёт предпочтение гипотезе полигенеза. Анализируя результаты антропологических исследований и материалы о распределении фонем в языках на евразийском континенте,  исследователь приходит к выводам, которые, в числе прочего, позволяют «проследить эволюцию протоязыка (протоязыков) по отношению к современному и наоборот».

Анализируя вклад Барулина в российское высшее образование, С. И. Гиндин отмечает, что учёный стал деканом-организатором первого в истории российской высшей школы самостоятельного факультета теоретической и прикладной лингвистики, «включавшего, наряду с одноименным отделением, также отделение искусственного интеллекта». Как пишет учёный, в то время даже мысль о создании специального факультета лингвистики    — «не отделения, а именно факультета» — выглядела невероятной. По мнению С. И. Гиндина, 
Новый факультет не состоялся бы без личного вклада именно Александра Николаевича Барулина.
Барулин входит в число авторов государственного образовательного стандарта по специальности «Теоретическая и прикладная лингвистика». По словам В. А. Успенского, сама задача того, чтобы в номенклатуре специальностей российских вузов появилась специальность «теоретическая и прикладная лингвистика», была решена совместными усилиями А. Е. Кибрика (заведующего кафедрой ТиПЛ в МГУ) и А. Н. Барулина. А. Н. Барулин также является одним из авторов  учебника «Отечествоведение» (для старших классов средней школы), в котором им написана глава «Русский язык». Был организатором Олимпиад для школьников по лингвистике и математике и участником проекта Летняя школа.

## Основные труды
- Айхенвальд, Барулин 1988 – Айхенвальд А.Ю., Барулин А.Н. К грамматике синтеза форм слова // Синхрония и диахрония в  лингвистических  исследованиях / Ред. В.И. Подлесская. Т. 1. M.: Ин-т востоковедения АН СССР. 1988. С. 36–45.
- Барулин А.Н. Модель склонения личных местоимений алюторского языка // Предварительные публикации / Институт русского языка АН СССР. Проблемная группа по экспериментальной и прикладной лингвистике. Вып. 107. М. 1978. С. 11–57.
- Барулин А.Н. Некоторые вопросы семантического анализа вопросительных местоимений: на материале русского языка // Теория и типология местоимений / Ред. И.Ф. Вардуль. М.: Наука, 1980. С. 27–49.
- Барулин А.Н. Типы семантико-синтаксической организации словоформы и распределение их по частям речи // Части речи: Теория и типология / Ред. В.М. Алпатов. М.: Наука, 1990. С. 51–76.
- Барулин  А.Н. О структуре языкового знака // Знак: Сборник статей по лингвистике, семиотике и поэтике памяти А.Н. Журинского / Ред. В.И. Беликов, Е.В. Муравенко, Н.В. Перцов. М.: Русский учебный центр, 1994. С. 245–250.
- Барулин  А.Н. К построению модели синтеза русских нумеративов: глубинное и поверхностно-семантическое представление // Московский лингвистический журнал. 1996. № 2. С. 27–53.
- Барулин  А.Н. Основания семиотики: Знаки, знаковые системы, коммуникация. Ч. 1: Базовые понятия: Эволюционная теория происхождения языка; Ч. 2: Краткая предыстория и история семиотики (до Фреге, Пирса и Соссюра). М.: Спорт и культура-2000, 2002.
- Барулин А.Н. Семиотический Рубикон в глоттогенезе. Ч. 1 // Вестник РГГУ. Серия «Филологические науки. Языкознание». Вопросы языкового родства. 2012. № 8. С. 33–74.
- Барулин  А.Н. Проект создания толково-комбинаторного словаря морфем // Лингвистика и методика преподавания иностранных языков. Электронное научное издание (периодический журнал). Институт языкознания РАН. 2019. URL: https://iling-ran.ru/library/sborniki/for_lang/2019_11/ sbornik_kiya.pdf (дата обращения 01.10.2021)
- Барулин А.Н. Морфолого-синтаксические янтарные конструкции в русских композитах с морфемами {МЕЖ} и {МЕЖД} // Русский язык в научном освещении. 2020. № 2. С. 33–87[12].